# Psilochorus taperae
Psilochorus taperae är en spindelart som beskrevs av Cândido Firmino de Mello-Leitão 1929. 
Psilochorus taperae ingår i släktet Psilochorus och familjen dallerspindlar. Inga underarter finns listade i Catalogue of Life.